# Egham
Egham est une ville du Surrey, en Angleterre.
Elle est située à environ 31 km à l'ouest du centre de Londres.